# Capolavoro

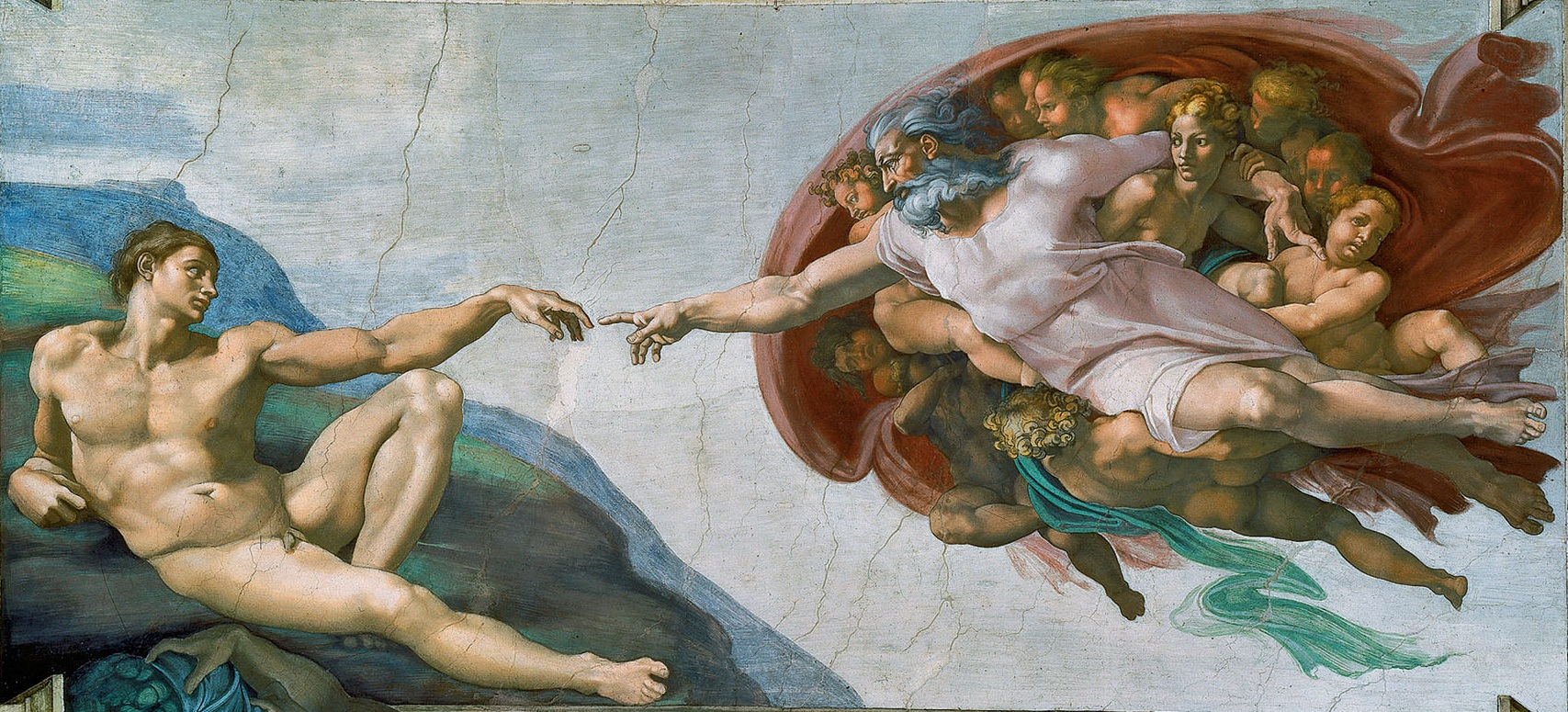
La Creazione di Adamo dalla volta della cappella Sistina di Michelangelo è considerata un capolavoro pittorico della storia dell'arte occidentale.

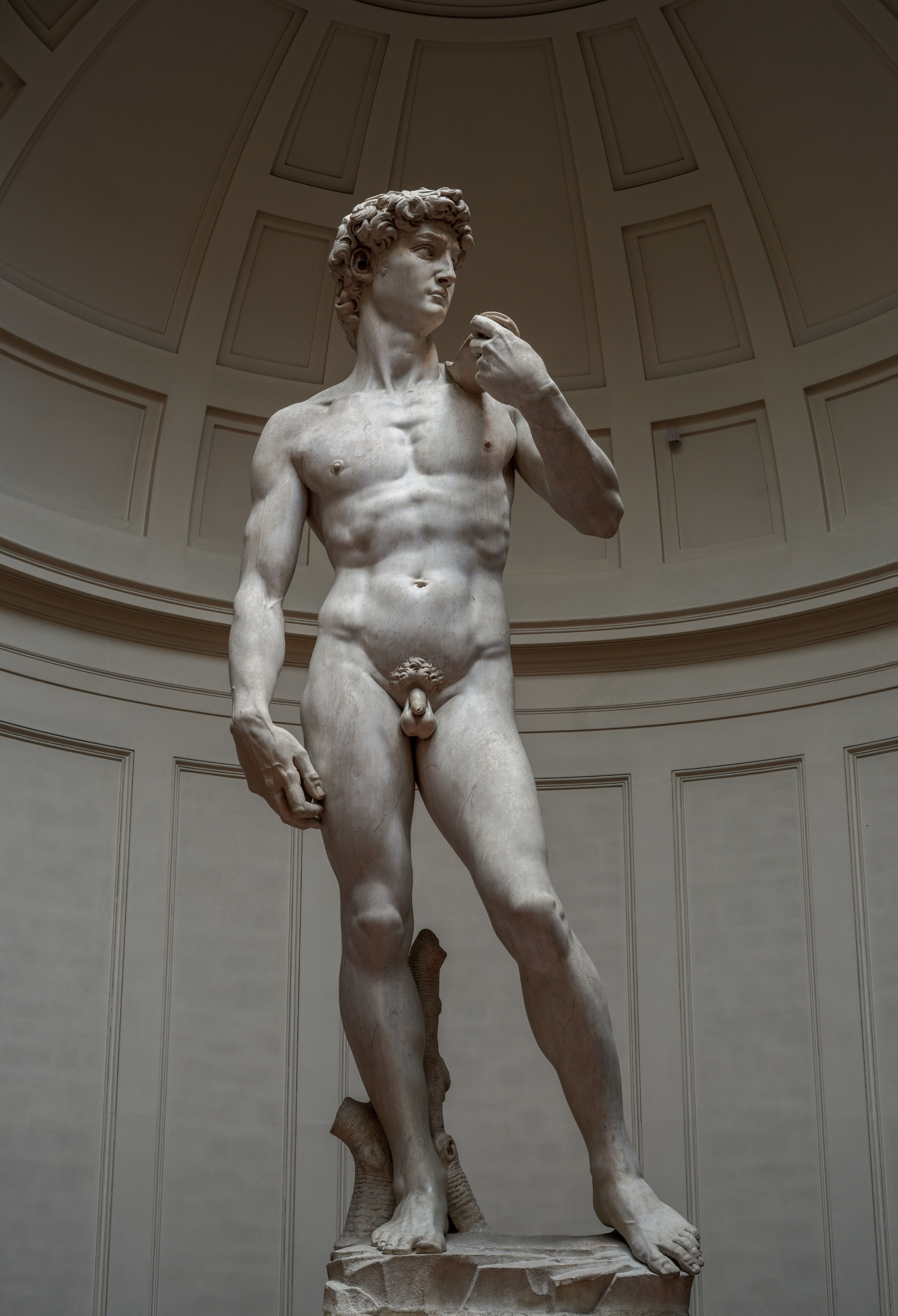
Il David di Michelangelo dell'inizio del XVI secolo è un capolavoro della scultura del Rinascimento.

Per capolavoro s'intende un'opera generalmente considerata eccelsa, oppure la prima in ordine d'importanza di un artista, artigiano o autore.
Nelle opere artigianali e manuali il capolavoro è la prova di abilità a cui veniva sottoposto l'artigiano o l'operaio per acquisire la qualifica; detta opera, in genere un manufatto, doveva rispondere ai requisiti tecnici ed estetici richiesti dalla specializzazione e fissata dalle corporazioni, per gli artigiani in epoca tardomedievale, e dalle direzioni tecniche di settore per gli operai specializzandi, in epoca industriale.

## Definizione
Nella sua accezione originaria, il capolavoro è l'opera che segna il completamento della formazione dell'artigiano, che attraverso questa produzione passerà dallo status di garzone a quello di maestro, qualche anno dopo il suo passaggio dalla posizione d'apprendista a quella di garzone. Nell'epoca classica, l'artista si differenziò progressivamente dall'artigiano, dato che produceva, in linea di principio, solo dei pezzi unici. In Francia, l'opera di ammissione all'accademia reale di pittura e di scultura occupa, a partire dalla fine del diciassettesimo secolo, il posto del capolavoro nelle corporazioni dalle quali questa organizzazione cerca di differenziarsi. Nel diciottesimo secolo, l'espressione "capolavoro" come metafora che esprime l'ammirazione per un'opera si diffonde con l'ascesa della critica artistica e divenne di significato comune con la scomparsa della formazione del compagnonaggio.
A Norimberga, in Germania, tra il 1531 e il 1572, gli apprendisti che volevano diventare maestri orafi dovevano produrre delle tazzine a forma di aquilegia, degli stampi per un sigillo d'acciaio, e un servizio di anelli aurei con pietre preziose prima di essere ammessi nella corporazione degli orafi. Se non fossero stati ammessi, avrebbero continuato a lavorare per degli altri orafi, ma non come maestri. In alcune corporazioni, gli apprendisti non potevano sposarsi finché non avevano ottenuto la piena adesione.
Nel suo significato originale, il termine era ristretto generalmente agli oggetti tangibili, ma in alcuni casi, quando le corporazioni accettavano i creatori di prodotti intangibili, veniva adoperato lo stesso sistema. Oggi l'esempio più noto è l'opera di Richard Wagner I maestri cantori di Norimberga (1868), nella quale gran parte della trama riguarda la composizione e la rappresentazione da parte dell'eroe di una "canzone-capolavoro", per consentirgli di diventare un maestro cantore (meistersinger) nella corporazione (non commerciale) di Norimberga. Questo segue il regolamento ancora esistente della corporazione.
Tuttavia, la notorietà di un'opera è dovuta anche all'azione delle consorterie artistiche, spesso mescolate ad amicizie politiche. In Francia, durante la rivoluzione e la restaurazione, la questione di che cosa fosse un capolavoro assunse una piega nettamente polemica:
Tandis qu'en un grenier, d'un nouveau Malfilâtre 
Le chef-d'œuvre inconnu languit dans l'abandon, 
Pour avoir marchandé l'honneur du feuilleton.»
mentre in una soffitta, di un nuovo Malfilâtre,
il capolavoro sconosciuto langue nell'abbandono,
per aver mercanteggiato l'onore del fogliettone.»
(Alexis Lagarde, Les Coteries, satire, Parigi, 1825, p. 17)
Nel 1831, Balzac approfondì la questione in uno degli Studi filosofici della Commedia umana, Il capolavoro sconosciuto. Ciò che costituisce la qualità di un'opera per l'artista, per i suoi colleghi, per il pubblico, non è senza dubbio della stessa natura; quello che l'artista considera come la sua opera più riuscita, il suo capolavoro, spesso non è quel che piace di più al pubblico.
A partire dalla metà del diciannovesimo secolo, l'importanza delle commissioni ufficiali diminuì a favore di quella del mercato dell'arte. In pittura e in scultura, come in letteratura e in seguito nel cinema, tuttavia, la qualificazione "capolavoro" continua a essere determinata dall'opinione della critica e degli ambienti "illuminati".